# アチャーム郡
アチャーム郡(アチャームぐん、ネパール語：अछाम जिल्ला)は、ネパール西端のスドゥパシュチム州の郡。
郡都はマンガルセン。
2021年11月11日の人口は22万9816人。
面積は1680km²。 
かつて、二二諸国のアチャーム王国が栄えた。